# 封鎖艦
封鎖艦 (blockship) とは19世紀中盤の主にイギリス海軍で発達した軍艦の一種。旧式の戦列艦を改装して蒸気機関を搭載した自走浮き砲台のことである。クリミア戦争などに投入され優秀な費用対効果を示した。蒸気警備艇 (steam guardship) とも称される。